# Гакуун (гора)
Гора Гакуун (яп. 白雲岳, Hakuun-dake) — вулканічний купол, який розташований у вулканічній групі Дайсецузан гір Ішікарі, Хоккайдо, Японія.